# Zinaïda Gerngross
Zinaïda Fiodorovna Gerngross épouse Joutchenko (Зинаи́да Фёдоровна Жуче́нко урождённая Гернгросс), née en 1872 et morte après 1917 en Belgique, est une collaboratrice secrète du département de la police russe, monarchiste et opposante aux partis révolutionnaires russes.

## Biographie
Zinaïda Gerngross descend de la famille von Gerngross. À partir de 1895, elle devient collaboratrice secrète du département moscovite de l'Okhrana, devenue par la suite département de la police. Plus tard, elle est indicatrice secrète de l'agence de l'étranger sous le pseudonyme de Mikheïev. En 1896, elle révèle le cercle terroriste de l'étudiant Ivan Spiridonovitch Raspoutine qui visait à assassiner Nicolas II lors de son couronnement à Moscou. Puis, en raison d'un complot et soupçonnée elle-même d'appartenir à un cercle révolutionnaire, elle est exilée pour cinq ans à Koutaïs. Elle y épouse l'étudiant Joutchenko, futur médecin, et son exil prend fin quelque temps plus tard. En 1898, elle part pour l'étranger avec son enfant en bas âge. En 1903, observant le mouvement révolutionnaire toujours croissant et souhaitant continuer la lutte contre lui, elle reprend la coopération avec l'enquête politique russe, en couvrant les activités des émigrés russes. En 1905, elle retourne à Moscou, devient membre du comité régional du Parti des socialistes révolutionnaires pour les infiltrer (affaire Poulikhov) et participe à la Conférence de Londres de 1908. Elle se trouve en 1909 en Allemagne où elle est démasquée par le militant socialiste Vladimir Bourtzev.
La police de Berlin a l'intention alors d'expulser Zinaïda Joutchenko, à propos de laquelle la presse se fait l'écho; mais à la demande de la police russe, elle accepte de la laisser tranquille. Le révolutionnaire Karl Liebknecht demande au ministre de l'Intérieur du Landag de Prusse s'il savait si Zinaïda Joutchenko était de retour à Charlottenbourg parce qu'elle « poursuivait sans aucun doute ses activités criminelles ».
Un extrait d'un rapport du 12 octobre 1909 de Stolypine à Nicolas II la décrit ainsi : « Joutchenko est loin d'être une personne ordinaire: elle est douée d'excellentes capacités mentales, bien éduquée, profondément honnête et décente, et se distingue par son caractère indépendant et sa forte volonté. Elle sait évaluer la situation de chaque cas individuel, servant l'enquête politique non par égoïsme, mais par motifs idéologiques. Elle est fanatiquement dévouée au trône, totalement désintéressée, ne se souciant constamment que des intérêts de la cause. »
Dans une lettre au vice-ministre de l'Intérieur Kourlov, Zinaïda Gerngross-Joutchenko déclare : « Je vous adresse l'expression de ma profonde gratitude pour m'avoir attribué une pension vraiment princière. Je considère qu'il est de mon devoir de noter qu'une évaluation aussi élevée m'a été faite non pas pour mes services politiques, mais seulement grâce à l'attention extraordinaire que vous me portez, pour mon dévouement sincère et ardent à la cause, que j'ai eu le bonheur et l'honneur de servir, malheureusement, si peu de temps. ».
Au début de la Première Guerre mondiale, elle se trouve encore en Allemagne. Elle est arrêtée pour soupçon d'espionnage au profit de la Russie et envoyée en prison, où elle demeure jusqu'en 1917. Elle est  alors libérée et il semble qu'elle soit morte plus tard en Belgique.